# Par ou Ímpar (filme)
Par ou Ímpar (em italiano:  Pari e dispari) é um filme italiano de 1978, dirigido por Sergio Corbucci.

## Sinopse
Johnny Firpo (Terence Hill) é um oficial da marinha encarregado de investigar uma quadrilha de apostas ilegais, cujo cabecilha, conhecido como «o grego» (Luciano Catenacci), é um grande jogador de poker. O chefe de Johnny pede-lhe que consiga a ajuda do camionista Charlie (Bud Spencer), um ex-jogador, que está apaixonado pela freira Susanna (Marisa Laurito).

## Elenco
- Terence Hill: Johnny Firpo
- Bud Spencer: Charlie Firpo
- Jerry Lester: Mike Firpo, pai Johnny e Charlie
- Luciano Catenacci: Paraboulis
- Marisa Laurito: Suor Susanna
- Salvatore Borgese: Ninfus
- Woody Woodbury: O'Connor
- Carlo  Reali:ammiraglio
- Riccardo Pizzuti: Smilzo
- Claudio Ruffini: Picchio
- Sergio Smacchi: Mancino
- Vincenzo Maggio: Tappo